# Margaret de Suède
Margaret de Suède en suédois: Margrete Eriksdotter; (née vers 1155 - morte en 1209) princesse royale suédoise qui fut reine consort de Norvège comme épouse du roi Sverre de Norvège.

## Biographie
Margaret est la fille du roi Éric IX de Suède et de la reine Christine Björnsdotter. En 1189, elle épouse
le roi de Norvège  Sverre. Elle est marginalement mentionnée pendant le règne de son époux 
principalement lors de l'accession  Nicolas Arnesson au siège épiscopal Stavanger. Dans cette saga, la reine Margaret est représentée comme suspecte et intrigante
Devenu veuve en 1202, elle retourne en Suède, et se retire dans ses domaines du Västergötland et du Värmland.  En partant de Norvège, elle ne laisse, contre son gré, que sa fille  Christine Sverresdatter. Elle passe deux années en Suède et revient en Norvège en 1204. Le 1er janvier 1204, deux jours après son retour en Norvège, son beau-fils le roi Håkon III de Norvège, meurt brutalement en présentant des symptômes d'empoisonnement. Margaret est suspectée du crime, et un de ses servants doit prouver son innocence lors d'une ordalie qui échoue. le serviteur est noyé et Margaret retourne en Suède.
Margaret revient de nouveau en Norvège lors du mariage de sa fille en 1209. Christine épouse le corégent de Norvège  Philippe Simonsson, le candidat au trône du parti des Bagler. Margaret prend part aux noces mais immédiatement après elle tombe malade et meurt quelques semaines plus tard.

## Sources
- (en) Cet article est partiellement ou en totalité issu de l’article de Wikipédia en anglais intitulé « Margaret of Sweden, Queen of Norway » (voir la liste des auteurs).
- (en) Knut Gjerset History of the Norwegian People The Macmillan Company New york 1915, « King Sverre's Reign ».
- Karl Jónsson La Saga de Sverrir, Roi de Norvège: traduite, annotée et présentée par Torfi H. Tulinius. « Collection Les classiques du Nord ». Les Belles Lettres. Paris 2010  (ISBN 2251071148)
- Lucien Musset, Les Peuples scandinaves au Moyen Âge, Paris, Presses universitaires de France, 1951, 342 p., in-8o (OCLC 3005644)
- (no) Magerøy, H. Soga om birkebeinar og baglar  (1988)
- (no) Steinar Imsen Våre dronninger: fra Ragnhild Eriksdatter til Sonja (Oslo: 1991)
- (no) Halvdan Koht Norske dronningar (in "The Old Norse Sagas", 1931)